# Список государств и зависимых территорий Европы
Евро́па — одна из шести частей света, образующая вместе с Азией крупнейший по площади и по населению материк Евразия. Площадь Европы — 10 млн км², население — 730 млн человек.
Географически Европа ограничена Атлантическим океаном на западе и Северным Ледовитым океаном на севере, Чёрным, Мраморным и Средиземным морями, проливами Босфор и Дарданеллы на юге. В качестве восточной и юго-восточной границ Европы обычно рассматривается восточное подножие Уральского хребта, река Эмба и Каспийское море, северная граница Предкавказья по рекам Кума, Маныч, Дон.

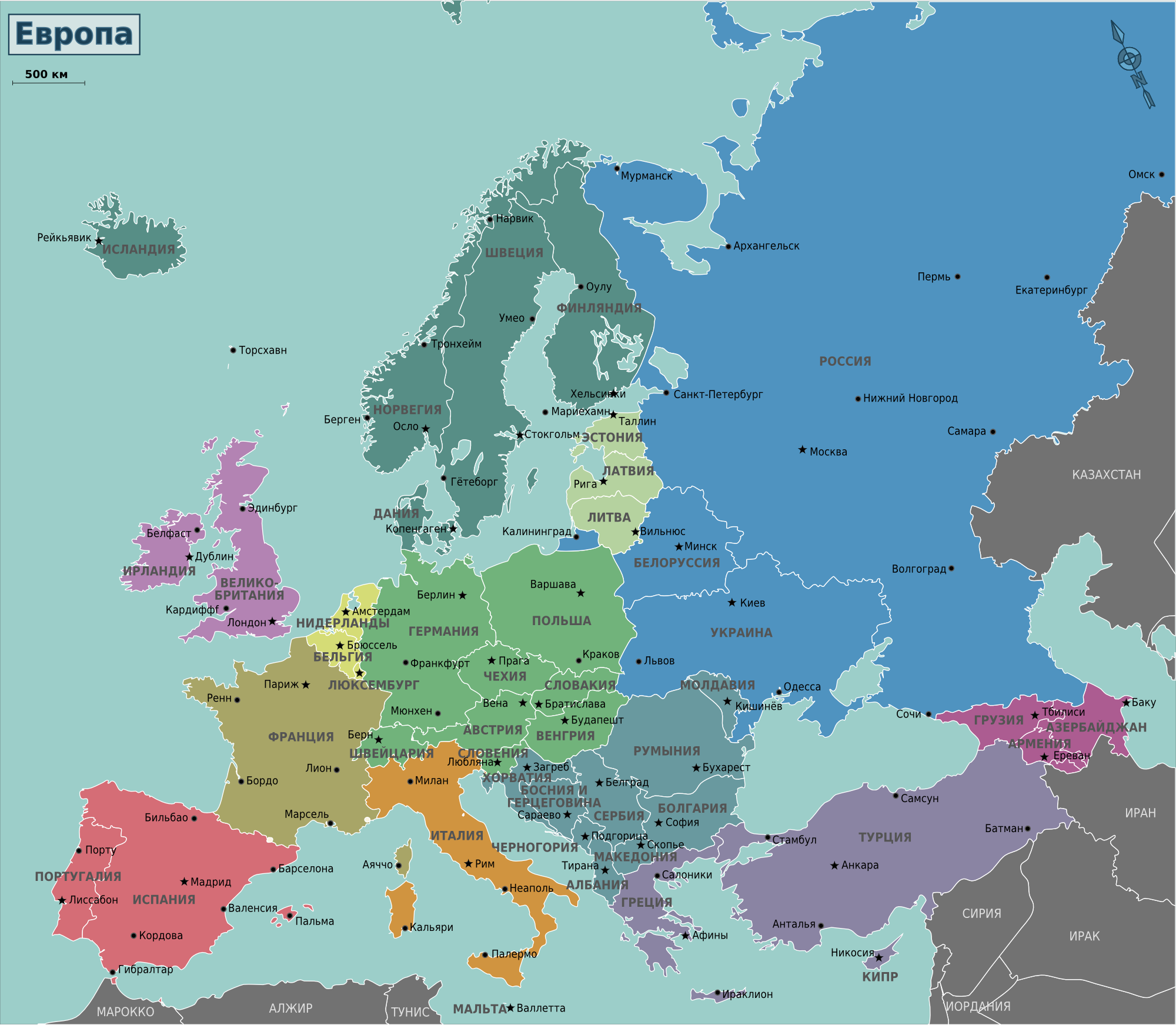
Политическая карта европейских стран

Страны Европы делятся на четыре региона: Западный, Восточный, Северный и Южный. Некоторые географы выделяют пятый регион — Центральный. Во времена холодной войны к Западному региону относили капиталистические страны, к Восточному — социалистические.

Европа на карте полушария

В общей сложности в Европе расположено 65 стран: из них 50 независимых государств, 9 зависимых территорий и 6 непризнанных республик. 14 стран являются островными, 19 — внутриконтинентальными, 32 имеют широкий выход в моря и океаны.
Три государства — Россия, Турция и Казахстан, согласно всем авторитетным источникам имеют территории и в Европе, и в Азии;
ещё два государства — Азербайджан и Грузию — много авторитетных источников, в частности российских и западноевропейских, относят целиком к Азии (так как проводят границу Европа-Азия по Кумо-Манычской впадине и тем самым относят к Азии весь Северный Кавказ и Закавказье); ряд американских источников (придерживающихся проведении границы Европы и Азии по Большому Кавказу) говорят, что эти государства имеют небольшие европейские части (находящиеся к северу от водораздела Большого Кавказского хребта).
Географически целиком расположенные в Азии Армения и Кипр могут относиться к Европе по ряду геополитических и культурных критериев.
Также большое количество источников убеждены, что страны Закавказья и Кипр тесно связаны с Европой.
Исландия будучи островным государством, отделена от континентальной Европы Атлантическим океаном, и расположена непосредственно на границе с Американским континентом, будучи на стыке с Евразийской и Северо-Американской тектонических плит.
То же самое относится и к Мальте, которая отделена от Африки Средиземным морем, но расположена в относительной близости с Северо-Африканским регионом.
В ряде источников утверждается, что Украина является крупнейшим государством, полностью расположенным в Европе, однако остров Тузла, принадлежащий Украине (с 2014 года аннексированный Россией), ранее являлся частью Таманского полуострова, который относится к Азии (при проведении границы Европа-Азия по Кумо-Манычской впадине), что условно делает Тузлу очень малой азиатской частью Украины.
Ряд европейских государств имеют свои территории в Африке — это Испания (Канарские острова и т. н. «суверенные территории Испании» на марокканском побережье), Португалия (Мадейра) и Франция (заморские департаменты Майотта и Реюньон).
Два европейских государства имеют территории в Америке — это Дания (автономный регион Гренландия) и Франция (заморские департаменты и сообщества Французская Гвиана, Гваделупа, Сен-Мартен, Сен-Бартелеми, Мартиника и Сен-Пьер и Микелон).
Также к европейским странам (географически) относят все островные государства и территории Средиземного моря, за исключением Кипра и ТРСК.
27 государств входят в Европейский союз, 25 являются членами блока НАТО, в Совет Европы входит 46 государств.
На территории Европы располагаются как самое большое (Россия), так и самое малое (Ватикан) государства мира.

Деление Европы на регионы с точки зрения ООН

## Пояснения
- Страны разделены на регионы по номенклатуре ООН.
- Сортировка стран внутри списка идёт в алфавитном порядке.
- Площадь показана в квадратных километрах, плотность населения в чел./км², ВВП в миллиардах долларов США (ВВП на душу населения в долларах США).
- Цвета государств по географическому положению: островные, внутриконтинентальные, прибрежные.
- Цвета государств по форме правления:  конституционная, парламентская монархия, президентская, парламентская, смешанная республика.

## Основные регионы

### Западная Европа
Западная Европа — геополитический регион, объединяющий в основном латиноязычные страны, а также страны кельтов и германцев, расположенные в западной части полуострова Европа. Один из самых экономически развитых регионов мира.
Началом формирования региона считается конец существования Римской империи и разделение её на Западную и Восточную империи.
Латинский алфавит преобладает в регионе. Основными религиями в регионе являются католицизм и протестантизм.
| Название (Официальное название)                                             | Флаг | Столица    | Официальный язык(и)                                       | Денежная единица  | Площадь км²Место в мире | Население человекПлотность чел./км² | ВВП по ППС (млрд $)ВВП по ППС на душу населения $ | Местоположение на карте |
| --------------------------------------------------------------------------- | ---- | ---------- | --------------------------------------------------------- | ----------------- | ----------------------- | ----------------------------------- | ------------------------------------------------- | ----------------------- |
| Австрия (Республика Австрия)                                                |      | Вена       | Немецкий                                                  | Евро              | 83 879113               | 8 935 112101,4                      | 441,050 000                                       |                         |
| Бельгия (Королевство Бельгия)                                               |      | Брюссель   | Немецкий; нидерландский; французский                      | Евро              | 32 545136               | 11 203 992344,3                     | 529,246 600                                       |                         |
| Великобритания (Соединённое Королевство Великобритании и Северной Ирландии) |      | Лондон     | Английский                                                | Фунт стерлингов   | 244 82078               | 64 308 261262,7                     | 2925,044 300                                      |                         |
| Германия (Федеративная Республика Германия)                                 |      | Берлин     | Немецкий                                                  | Евро              | 357 02262               | 80 780 000226,3                     | 4199,050 800                                      |                         |
| Ирландия (Ирландская Республика)                                            |      | Дублин     | Ирландский; английский                                    | Евро              | 70 273118               | 4 604 02965,5                       | 353,373 200                                       |                         |
| Лихтенштейн (Княжество Лихтенштейн)                                         |      | Вадуц      | Немецкий                                                  | Швейцарский франк | 160,4189                | 37 129231,5                         | 5,0139 100                                        |                         |
| Люксембург (Великое Герцогство Люксембург)                                  |      | Люксембург | Люксембургский; немецкий; французский                     | Евро              | 2586,4167               | 549 680212,5                        | 62,1105 100                                       |                         |
| Монако (Княжество Монако)                                                   |      | Монако     | Французский; лигурский                                    | Евро              | 1,95193                 | 38 06619 521,0                      | 7,7115 700                                        |                         |
| Нидерланды (Королевство Нидерландов)                                        |      | Амстердам  | Нидерландский                                             | Евро              | 41 526132               | 16 887 700406,7                     | 924,453 900                                       |                         |
| Франция (Французская Республика)                                            |      | Париж      | Французский                                               | Евро              | 547 03048               | 63 928 608116,9                     | 2856,044 100                                      |                         |
| Швейцария (Швейцарская Конфедерация)                                        |      | Берн       | Немецкий; итальянский; романшский; французский; латинский | Швейцарский франк | 41 290133               | 8 136 689197,1                      | 523,162 100                                       |                         |

### Восточная Европа
Восточная Европа — геополитический регион, расположенные в восточной части Европы. Крупнейший по площади европейский регион.
Регион сформировался во времена расцвета Византийской империи.
Основными религиями являются православие и католицизм, имеются регионы, где традиционно распространён ислам. В регионе используется кириллическая письменность (в славянских государствах с преобладанием православия) и латиница.
| Название (Официальное название) | Флаг | Столица    | Официальный язык(и)  | Денежная единица  | Площадь км²Место в мире | Население человекПлотность чел./км² | ВВП по ППС (млрд $)ВВП по ППС на душу населения $ | Местоположение на карте |
| ------------------------------- | ---- | ---------- | -------------------- | ----------------- | ----------------------- | ----------------------------------- | ------------------------------------------------- | ----------------------- |
| Беларусь (Республика Беларусь)  |      | Минск      | Белорусский; русский | Белорусский рубль | 207 60084               | 9 349 64545                         | 179,418 900                                       |                         |
| Болгария (Республика Болгария)  |      | София      | Болгарский           | Лев               | 110 910103              | 7 245 67765,3                       | 153,521 800                                       |                         |
| Венгрия (Венгрия)               |      | Будапешт   | Венгерский           | Форинт            | 93 030108               | 9 879 000106,2                      | 289,629 600                                       |                         |
| Молдова (Республика Молдова)    |      | Кишинёв    | Румынский            | Молдавский лей    | 33 843135               | 3 555 200119,8                      | 23,76700                                          |                         |
| Польша (Республика Польша)      |      | Варшава    | Польский             | Злотый            | 312 68569               | 38 495 659123,1                     | 1126,029 600                                      |                         |
| Россия (Российская Федерация)   |      | Москва     | Русский              | Российский рубль  | 17 125 2001             | 146 838 9938,6                      | 4016,027 900                                      |                         |
| Румыния (Румыния)               |      | Бухарест   | Румынский            | Румынский лей     | 237 50080               | 19 942 64284                        | 483,424 600                                       |                         |
| Словакия (Словацкая Республика) |      | Братислава | Словацкий            | Евро              | 48 845127               | 5 412 008110,8                      | 179,733 100                                       |                         |
| Украина (Украина)               |      | Киев       | Украинский           | Украинская гривна | 603 62847               | 42 590 90074,1                      | 369,68800                                         |                         |
| Чехия (Чешская Республика)      |      | Прага      | Чешский              | Чешская крона     | 78 866115               | 10 512 419133,3                     | 375,935 500                                       |                         |

### Северная Европа
Северная Европа — геополитический регион, объединяющий скандинавские и прибалтийские государства, расположенные в северной части Европы.
Регион сформировался во второй половине первого тысячелетия нашей эры на основе германских колонистов, и унаследовал много особенностей данного народа.
Доминирующими религиями в регионе являются лютеранство и другие направления протестантизма.
| Название (Официальное название)    | Флаг | Столица    | Официальный язык(и) | Денежная единица | Площадь км²Место в мире | Население человекПлотность чел./км² | ВВП по ППС (млрд $)ВВП по ППС на душу населения $ | Местоположение на карте |
| ---------------------------------- | ---- | ---------- | ------------------- | ---------------- | ----------------------- | ----------------------------------- | ------------------------------------------------- | ----------------------- |
| Дания (Королевство Дания)          |      | Копенгаген | Датский             | Датская крона    | 43 094131               | 5 627 235130,6                      | 287,850 100                                       |                         |
| Исландия (Исландия)                |      | Рейкьявик  | Исландский          | Исландская крона | 103 125106              | 325 6713,2                          | 18,252 200                                        |                         |
| Норвегия (Королевство Норвегия)    |      | Осло       | Норвежский          | Норвежская крона | 385 19967               | 5 146 80013,4                       | 381,272 100                                       |                         |
| Латвия (Республика Латвия)         |      | Рига       | Латышский           | Евро             | 64 589122               | 1 985 60030,7                       | 54,027 700                                        |                         |
| Литва (Республика Литва)           |      | Вильнюс    | Литовский           | Евро             | 65 200121               | 2 916 44344,7                       | 91,532 400                                        |                         |
| Финляндия (Финляндская Республика) |      | Хельсинки  | Финский; шведский   | Евро             | 338 14564               | 5 465 00016,2                       | 244,944 500                                       |                         |
| Швеция (Королевство Швеция)        |      | Стокгольм  | Шведский            | Шведская крона   | 449 96455               | 9 644 86421,4                       | 518,051 200                                       |                         |
| Эстония (Республика Эстония)       |      | Таллин     | Эстонский           | Евро             | 46 227130               | 1 312 25228,4                       | 41,631 700                                        |                         |

### Южная Европа
Южная Европа — геополитический регион, объединяющий южнославянские, романо и грекоязычные государства, расположенные в южной части Европы.
Регион начал формироваться в эпоху Древней Греции около 2 тысяч лет до нашей эры и окончательно сформировался в эпоху расцвета Римской империи. Это самый старый европейский регион.
Религиозный состав представлен, в основном, православием, католицизмом и исламом.
| Название (Официальное название)                    | Флаг | Столица          | Официальный язык(и)              | Денежная единица     | Площадь км²Место в мире | Население человекПлотность чел./км² | ВВП по ППС (млрд $)ВВП по ППС на душу населения $ | Местоположение на карте |
| -------------------------------------------------- | ---- | ---------------- | -------------------------------- | -------------------- | ----------------------- | ----------------------------------- | ------------------------------------------------- | ----------------------- |
| Албания (Республика Албания)                       |      | Тирана           | Албанский                        | Лек                  | 28 748139               | 2 831 74198,5                       | 36,512 500                                        |                         |
| Андорра (Княжество Андорра)                        |      | Андорра-ла-Велья | Каталанский                      | Евро                 | 468178                  | 76 246162,9                         | 3,349 900                                         |                         |
| Босния и Герцеговина (Босния и Герцеговина)        |      | Сараево          | Боснийский; сербский; хорватский | Конвертируемая марка | 51 197125               | 3 836 37774,9                       | 44,812 800                                        |                         |
| Ватикан (Государство Город Ватикан)                |      | Ватикан          | Латинский                        | Евро                 | 0,44234                 | 8211780                             | н.д.                                              |                         |
| Греция (Греческая Республика)                      |      | Афины            | Греческий                        | Евро                 | 131 99095               | 10 992 58983,3                      | 299,327 800                                       |                         |
| Испания (Королевство Испания)                      |      | Мадрид           | Испанский                        | Евро                 | 504 03051               | 46 507 76092,3                      | 1778,038 400                                      |                         |
| Италия (Итальянская Республика)                    |      | Рим              | Итальянский                      | Евро                 | 301 31871               | 60 782 668201,7                     | 2317,038 200                                      |                         |
| Мальта (Республика Мальта)                         |      | Валлетта         | Мальтийский; английский          | Евро                 | 316185                  | 425 3841346,2                       | 19,341 900                                        |                         |
| Португалия (Португальская Республика)              |      | Лиссабон         | Португальский                    | Евро                 | 92 391109               | 10 427 301112,9                     | 314,130 500                                       |                         |
| Сан-Марино (Светлейшая Республика Сан-Марино)      |      | Сан-Марино       | Итальянский                      | Евро                 | 61190                   | 31 637518,6                         | 2,159 000                                         |                         |
| Северная Македония (Республика Северная Македония) |      | Скопье           | Македонский                      | Македонский денар    | 25 713145               | 2 065 76980,3                       | 31,014 900                                        |                         |
| Сербия (Республика Сербия)                         |      | Белград          | Сербский                         | Сербский динар       | 88 361111               | 9 468 378107,2                      | 105,715 100                                       |                         |
| Словения (Республика Словения)                     |      | Любляна          | Словенский                       | Евро                 | 20 273150               | 2 072 870102,2                      | 71,234 500                                        |                         |
| Хорватия (Республика Хорватия)                     |      | Загреб           | Хорватский                       | Евро                 | 56 542125               | 4 246 70075,1                       | 102,124 700                                       |                         |
| Черногория (Черногория)                            |      | Подгорица        | Черногорский                     | Евро                 | 13 812155               | 624 33545,2                         | 11,117 800                                        |                         |

## Особые регионы

### Государства, частично расположенные в Европе
Страны, бо́льшая часть территории которых относится к Азии, согласно всем общепринятым вариантам прохождения границ частей света (исключение — Россия).
| Название (Официальное название)  | Флаг | Столица | Официальный язык(и) | Денежная единица    | Площадь км²Место в мире | Население человекПлотность чел./км² | ВВП по ППС (млрд $)ВВП по ППС на душу населения $ | Местоположение на карте |
| -------------------------------- | ---- | ------- | ------------------- | ------------------- | ----------------------- | ----------------------------------- | ------------------------------------------------- | ----------------------- |
| Казахстан (Республика Казахстан) |      | Астана  | Казахский; русский  | Казахстанский тенге | 2 724 9009              | 18 833 1006,9                       | 478,626 300                                       |                         |
| Турция (Турецкая Республика)     |      | Анкара  | Турецкий            | Турецкая лира       | 780 58036               | 76 667 86498,2                      | 2186,027 000                                      |                         |

Страны, которые согласно варианту прохождения границы Европы и Азии по Кумо-Манычской впадине полностью расположены в Азии, однако согласно варианту прохождения границ частей света по Кавказу имеют небольшие территории в географической Европе:
| Название (Официальное название)          | Флаг | Столица | Официальный язык(и) | Денежная единица      | Площадь км²Место в мире | Население человекПлотность чел./км² | ВВП по ППС (млрд $)ВВП по ППС на душу населения $ | Местоположение на карте |
| ---------------------------------------- | ---- | ------- | ------------------- | --------------------- | ----------------------- | ----------------------------------- | ------------------------------------------------- | ----------------------- |
| Азербайджан (Азербайджанская Республика) |      | Баку    | Азербайджанский     | Азербайджанский манат | 86 600112               | 9 477 100109,4                      | 172,217 500                                       |                         |
| Грузия (Грузия)                          |      | Тбилиси | Грузинский          | Грузинский лари       | 69 700118               | 4 490 50065                         | 39,810 700                                        |                         |

Страны, которые географически полностью расположены в Азии, однако геополитически и культурно могут относиться к Европе:
| Название (Официальное название) | Флаг | Столица | Официальный язык(и) | Денежная единица | Площадь км²Место в мире | Население человекПлотность чел./км² | ВВП по ППС (млрд $)ВВП по ППС на душу населения $ | Местоположение на карте |
| ------------------------------- | ---- | ------- | ------------------- | ---------------- | ----------------------- | ----------------------------------- | ------------------------------------------------- | ----------------------- |
| Армения (Республика Армения)    |      | Ереван  | Армянский           | Армянский драм   | 29 743138               | 3 017 100101,4                      | 28,39500                                          |                         |
| Республика Кипр                 |      | Никосия | Греческий; турецкий | Евро             | 9250162                 | 1 142 575117                        | 31,837 200                                        |                         |

### Зависимые территории
Список территорий, находящихся под управлением другого государства, но официально не входящих в его состав, а также территорий, формально входящих в состав государств, но обладающих особым международным статусом или международной правосубъектностью.
| Название (Официальное название)           | Флаг | Столица         | Страна         | Официальный язык(и)     | Денежная единица                    | Площадь км²Место в мире | Население человекПлотность чел./км² | ВВП по ППС (млрд $)ВВП по ППС на душу населения $ | Местоположение на карте |
| ----------------------------------------- | ---- | --------------- | -------------- | ----------------------- | ----------------------------------- | ----------------------- | ----------------------------------- | ------------------------------------------------- | ----------------------- |
| Аланды (Аландские острова)                |      | Мариехамн       | Финляндия      | Шведский                | Евро                                | 13 517                  | 28 5022,11                          | н.д.                                              |                         |
| Гернси (Бейливик Гернси)                  |      | Сент-Питер-Порт | Великобритания | Английский              | Гернсийский фунт, фунт стерлингов   | 78                      | 63 085808,8                         | 3,552 500                                         |                         |
| Гибралтар (Коронное Владение Гибралтар)   |      | Гибралтар       | Великобритания | Английский              | Гибралтарский фунт, фунт стерлингов | 6,8                     | 30 0014411,9                        | 2,061 700                                         |                         |
| Джерси (Бейливик Джерси)                  |      | Сент-Хелиер     | Великобритания | Английский; французский | Джерсийский фунт, фунт стерлингов   | 116                     | 97 857843,6                         | 5,656 600                                         |                         |
| Остров Мэн (Коронное Владение Остров Мэн) |      | Дуглас          | Великобритания | Мэнский; английский     | Мэнский фунт, фунт стерлингов       | 572                     | 86 475151,2                         | 6,884 600                                         |                         |
| Фареры (Фарерские острова)                |      | Торсхавн        | Дания          | Фарерский; датский      | Датская крона                       | 1399                    | 48 15934,4                          | 2,040 000                                         |                         |
| Шпицберген (Свальбард)                    |      | Лонгйир         | Норвегия       | Норвежский              | Норвежская крона                    | 61 022                  | 26550,04                            | н.д.                                              |                         |

### Непризнанные и частично признанные государства
Список непризнанных и частично признанных государств де-факто осуществляющих полное самоуправление.
| Название (Полное или альтернативное название)         | Флаг | Столица   | Страна  | Официальный язык(и)             | Денежная единица      | Площадь км² | Население человекПлотность чел./км² | ВВП по ППС (млрд $)ВВП по ППС на душу населения $ | Местоположение на карте |
| ----------------------------------------------------- | ---- | --------- | ------- | ------------------------------- | --------------------- | ----------- | ----------------------------------- | ------------------------------------------------- | ----------------------- |
| Косово (Республика Косово)                            |      | Приштина  | Сербия  | Албанский; сербский             | Евро                  | 10 887      | 1 733 872159                        | 19,610 900                                        |                         |
| Приднестровье (Приднестровская Молдавская Республика) |      | Тирасполь | Молдова | Молдавский; русский; украинский | Приднестровский рубль | 4163        | 475 665114,3                        | н.д.                                              |                         |

#### Спорные территории государств, иногда относимых к Европе
Список частично признанных и непризнанных государственных образований, которые располагаются в Азии, однако те государства-члены ООН, в пределах границ которых они находятся, иногда относят к Европе.
| Название (Полное или альтернативное название)       | Флаг | Столица          | Страна | Официальный язык(и)             | Денежная единица                  | Площадь км² | Население человекПлотность чел./км² | ВВП по ППС (млрд $)ВВП по ППС на душу населения $ | Местоположение на карте |
| --------------------------------------------------- | ---- | ---------------- | ------ | ------------------------------- | --------------------------------- | ----------- | ----------------------------------- | ------------------------------------------------- | ----------------------- |
| Абхазия (Республика Абхазия)                        |      | Сухум            | Грузия | Абхазский; русский              | Абхазский апсар, российский рубль | 8665        | 245 424                             | 0,709292955                                       |                         |
| Турецкая Республика Северного Кипра (Северный Кипр) |      | Северная Никосия | Кипр   | Турецкий                        | Турецкая лира                     | 3355        | 294 906                             | 4,23414942                                        |                         |
| Южная Осетия (Государство Алания)                   |      | Цхинвал          | Грузия | Осетинский; русский; грузинский | Российский рубль                  | 3900        | 56 405                              | 0,12000                                           |                         |